# Gallus-kúria
A gyalui Gallus-kúria műemlék épület Romániában, Kolozs megyében. A romániai műemlékek jegyzékében a CJ-II-m-B-07672 sorszámon szerepel.